# امپراتوری عشایری
امپراتوری‌ عشایری (به انگلیسی: Nomadic empire) که گاه با نام‌های امپراتوری‌ اِستَپی یا امپراتوری‌ آسیای میانه نیز شناخته می‌شود، اصطلاحی است که به امپراتوری‌های ساخته‌شده توسط کمانداران اسب‌سوار کوچنده در استپ اوراسیا، از دوران باستان (سکاستان) تا اوایل دوره مدرن (خانات جونغار) اطلاق می‌شود. امپراتوری‌های عشایری برجسته‌ترین نمونه‌ها از حکومت‌های عشایری هستند.

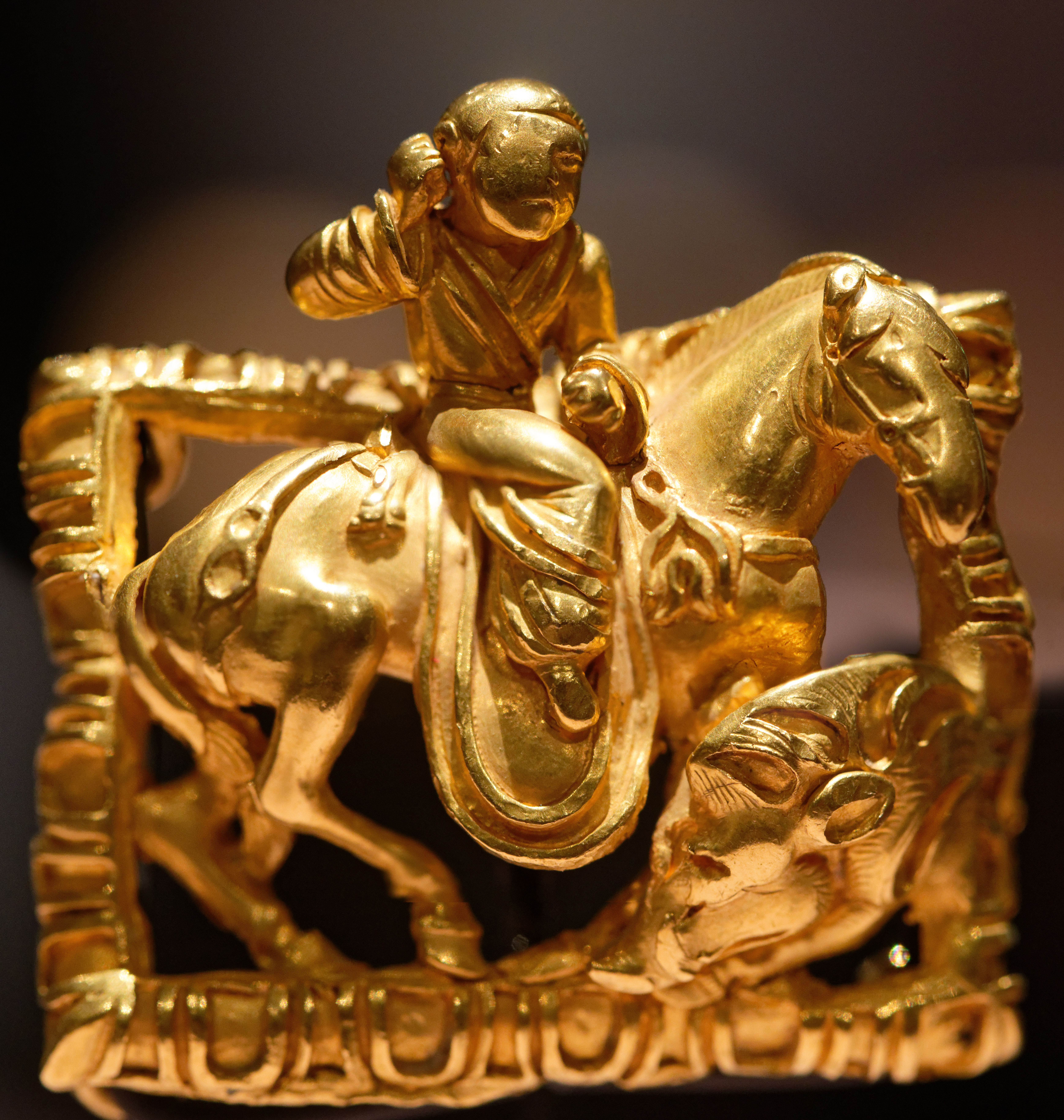
تندیس طلایی یک مرد سوار شیونگ‌نو (احتمالاً با اصالت مویی) درحال شکار گراز وحشی مربوط به قرن ۱ یا ۲ پیش از میلاد، که دارای خصیصه‌های ظاهری مردمان استپ نشین است. یافت شده در تاجیکستان کنونی.

## تعریف
در طول تاریخ، سیاست‌های تمدن‌های پیشرفته ازجمله چین و ایران در دشت‌های آسیای مرکزی، برای مقاومت در برابر تهاجمات اقوام عشایری، بعدها منجر به توانمندی آن اقوام شد. حکومت‌ها برای دفاع از قلمرو خود در برابر مهاجمان کوچ‌نشین همواره بر قوای سواره‌نظام تکیه می‌کردند، اما همان اسب‌هایشان را تنها می‌توانستند از عشایر خریداری کنند. «تجارت اسب» در واقع به این گروه‌های عشایری ابزاری برای دستیابی به کالا از راه‌های تجاری و کاهش تعداد حملات و یورش‌ها به قلمروهایشان را داد.
به مرور و از دوران‌های پیش از میلاد، حکومت‌های نیرومند عشایری این‌بار به شکل امپراتوری‌هایی پهناور ظاهر شدند که دشت‌ها و استپ‌های پهناور اوراسیا را در نوردیدند. اگرچه آنها به دلیل سبک سنتی قبیله‌ای–عشایری و به دلیل محدودیت‌های سبک زندگی کوچ‌نشینی با سبک زندگی یک‌جانشینی، عموماً قادر به حفظ سرزمین‌های فتح شده برای مدتی طولانی و بدون کاهش حجم نیروهای سواره‌نظام خود نبودند. اقوام عشایری معمولاً برای تأمین غذای مورد نیاز اسب‌های خود به تمدن‌های یک‌جانشین متکی می‌شدند؛ زیرا آنها به تنهایی منابعی برای نگهداری تعداد اسب‌های فراوان‌شان نداشتند. برخی از امپراتوری‌های عشایری با بنیان‌گذاری یک پایتخت درون منطقه یکجانشین فتح‌شده، به تحکیم قدرت خویش پرداختند و سپس از دیوان‌سالاران موجود و منابع تجاری آن جامعه یک‌جانشین بهره‌برداری کردند. در چنین مواردی، دودمان عشایری نخستین ممکن بود پیش از سرنگونی نهایی در فرهنگ ملت مغلوب همگون‌سازی شود. ابن خلدون (۱۳۳۲–۱۴۰۶) چرخه‌ای مشابه این را در نظریه عصبیه خود در سال ۱۳۷۷ تعریف می‌کند.
تاریخ‌نگاران اوایل قرون وسطی جهان ممکن است از این نمونه حکومت‌ها با عنوان «خانات» به‌معنای مجموعه خان‌ها یاد کنند. پس از فتوحات مغول در قرن سیزدهم میلادی، اصطلاح «اردو» نیز در اشاره به امپراتوری‌های عشایری مورد استفاده قرار گرفت؛ مانند اردوی زرین.
جوامع بادیه‌نشین با محوریت شتر (مانند سرزمین عربستان) به شکل نمونه‌ای مشابه از امپراتوری‌های کوچ‌نشین اسب‌محور آسیای مرکزی عمل کردند.

## نمونه‌ها
- خاقانات گوک‌ترک
- شیونگ‌نو
- خاقانات ترک غربی
- امپراتوری هون
- هپتالیان
- خزرها
- امپراتوری مغول
- آل افراسیاب
- قراختاییان
- شیبانیان
- خانات جونغار